# Katzengulden
Mit Katzengulden wurde der minderwertige Goldgulden des Pfalzgrafen und Kurfürsten Ludwig III. (1410–1436) von der Pfalz bezeichnet.
Der Spottname erklärt sich durch den Pfälzer Wappenlöwen auf der Münzrückseite.
Die Stadt Konstanz berief am 13. Juli 1415 eine Zusammenkunft „der guldin wegen“ die bedeutendsten zehn Städte um den Bodensee ein.
Im Jahr 1458 ist in Königsberg die Münze in der Liste des eingesammelten Ablassgeldes erwähnt.